# ويليام بيرسي روجرز
ويليام بيرسي روجرز (بالإنجليزية: William Percy Rogers)‏ هو عالم أسترالي، ولد في 23 نوفمبر 1914 في كاتانينغ في أستراليا، وتوفي في 28 أبريل 1997 في Stirling, South Australia ‏ في أستراليا.